# 14327 Lemke
14327 Lemke (1980 FE2) là một tiểu hành tinh vành đai chính được phát hiện ngày 16 tháng 3 năm 1980 bởi C.-I. Lagerkvist ở European Southern Observatory, Chile.